# Stazione di San Martino al Cimino
La stazione di San Martino al Cimino è una stazione ferroviaria posta sulla linea Roma-Capranica-Viterbo, un tempo al servizio del centro abitato di San Martino al Cimino, frazione del comune di Viterbo.

## Storia
La stazione venne attivata prima del 1916.

## Movimento
La stazione attiva fino ai primi anni novanta, non è interessata da alcun servizio regolare, tanto da non essere nemmeno riportata sull'orario ferroviario ufficiale di Trenitalia. Il binario di precedenza è stato successivamente rimosso.